# Albert van der Wildt
Albert van der Wildt (Amsterdam, 27 september 1942 – aldaar, 26 april 2014) was een Nederlandse cameraman en regisseur. Hij was als cameraman actief voor onder andere de regisseurs Adriaan Ditvoorst, Louis van Gasteren, Kees Hin, Orlow Seunke en Digna Sinke.
Van der Wildt studeerde in 1963-1965 aan de Nederlandse Filmacademie, waar hij afstudeerde als cameraman van de film Huuh, huuh, geregisseerd door Patrick Lebon. Hij was in 1969 camera-assistent bij Trafic van Jacques Tati, en maakte zijn debuut als cameraman voor Hans Scharoun (1970) van Georges Sluizer en Wim van de Velden. In 1971 studeerde Van der Wildt een jaar in Canada met een beurs van de Canada Council.
Van 1974 tot 1984 maakte hij deel uit van het filmcollectief Amsterdams Stadsjournaal. Samen met Digna Sinke gaf hij ook cursussen aan andere filmcollectieven. In de jaren tachtig was Van der Wildt cameraman bij verschillende speelfilms, waaronder De smaak van water (1982) van Orlow Seunke, en regisseerde hij een aantal documentaires.
Hij debuteerde in 1982 als regisseur met En het is van ons / Y es nuestra over een Indiaanse gemeenschap in de Andes. Voor Beeld van een kind (1989), over de wiegendood van zijn zoontje Sven, kreeg hij een Gouden Kalf voor Beste lange documentaire.
In 1994 was Van der Wildt cameraman voor Dood op verzoek, een IKON-documentaire over euthanasie die veel stof deed opwaaien.

Voor zijn werk als cameraman voor The last words of Dutch Schulz (2003) van Gerrit van Dijk hanteerde hij het pseudoniem Andreas Schlumberg.
In de zomer van 2006 droeg Van der Wildt zijn archief over aan EYE. Hij overleed in 2014 op 71-jarige leeftijd aan kanker.

## Filmografie (selectie)

### Als cameraman
- 1982 - De smaak van water (Orlow Seunke)
- 1984 - De witte waan (Adriaan Ditvoorst)
- 1984 - De stille oceaan (Digna Sinke)
- 1988 - Dreams (Derek May) (camera en scenario)
- 2003 - The last words of Dutch Schulz (Gerrit van Dijk)

### Als regisseur
- 1985 - Passage: A Richard Erdman Sculpture
- 1989 - Beeld van een kind